# شارل اورلاندوچی
شارل اورلاندوچی (فرانسوی: Charles Orlanducci‎؛ زادهٔ ۲۸ اکتبر ۱۹۵۱) بازیکن سابق فوتبال اهل فرانسه است.
از باشگاه‌هایی که در آن بازی کرده‌است می‌توان به باشگاه فوتبال باستیا اشاره کرد.
وی همچنین در تیم ملی فوتبال فرانسه بازی کرده‌است.